# Nathalie Muylle
Nathalie Muylle (ur. 8 lutego 1969 w Roeselare) – belgijska i flamandzka polityk oraz działaczka samorządowa, parlamentarzystka, w latach 2019–2020 minister w rządzie federalnym.

## Życiorys
Odbyła studia politologiczne (kształciła się na Katholieke Universiteit w Leuven). Pracowała jako dyrektor supermarketów sieci GB i Carrefour, później w dziale ubezpieczeń grupy KBC.
Dołączyła do flamandzkich chadeków. Została radną rodzinnej miejscowości, a w 2010 weszła w skład zarządu miasta w Roeselare. W 2004 po raz pierwszy zasiadła w federalnej Izbie Reprezentantów, gdy swój mandat złożył Yves Leterme. Ponownie wchodziła w skład niższej izby parlamentu po wyborach w 2007, 2010, 2014, 2019 i 2024.
W październiku 2019 dołączyła do rządu federalnego Charles’a Michela. Zastąpiła w nim wówczas Woutera Bekego na stanowisku ministra pracy, gospodarki i ochrony konsumentów, przeciwdziałania ubóstwu, osób niepełnosprawnych, równych szans. Pozostała na dotychczasowej funkcji, gdy w tym samym miesiącu na czele przejściowego gabinetu stanęła Sophie Wilmès. Ponownie mianowana na to stanowisko w marcu 2020, gdy Sophie Wilmès utworzyła swój drugi rząd. Zakończyła urzędowanie w październiku 2020.